# 日産プリンス香川販売

日産プリンス香川販売株式会社（にっさんプリンスかがわはんばい）は、香川県を拠点とする、日産自動車の正規ディーラーである。創業は1930年（昭和5年）。本社所在地は創業地でもある善通寺市となっている。

## 沿革
- 1930年1月 - 久保梅一により久保自動車修理工場を創業
- 1950年2月24日 - 久保自動車工業株式会社を設立。
- 1952年3月 - プリンス自動車東四国総代理店となり、販売部を設立。
- 1956年10月20日 - 商号を香川プリンス自動車株式会社に変更。
- 1966年9月 - プリンス自動車、日産自動車の合併に伴い、商号を日産プリンス香川販売株式会社に変更。
- 2001年6月 - 株式会社日産サティオ香川の株式を100％取得。
- 2007年4月 - 株式会社日産サティオ香川を合併。

## 事業所
※すべて香川県内に所在。
- 善通寺店・本社：善通寺市稲木町1289
- 高松店：高松市郷東町215 ※ニスモショップ
- 高松東店（旧サティオ香川本社）：高松市屋島西町1975
- 高松南店：高松市中間町25-1
- 丸亀店：丸亀市土器町東6丁目138
- 東かがわ店：東かがわ市土居38-1
- ギャラリー空港通り：高松市田村町1250-1

## NISMOパフォーマンスセンター
高松店は香川唯一、四国でも2箇所(2023.10.03現在)のNISMOパフォーマンスセンターとなっており、ニスモパーツの販売・取付を行うことが出来る店舗である。また、同店は日産自動車よりハイパフォーマンスセンターに認定されている。